# Маркиз
Маркиз (жен. маркиза) је племићка титула у разним европским државама, и у неким бившим колонијама. Она се у хијерархији налази испод војводе а изнад грофа. Маркизи су, за разлику од грофова који су своје територије имали у унутрашњости државе, маркишке територије су биле смештене на граници између држава и често је основни задатак маркиза био да буду прва линија одбране неке државе. Област којом маркиз влада назива се маркизат.
Ову титулу нису признавали немачки цареви и најчешће се користила у италијанским, шпанским и француским областима.